# Turnierreife-Prüfung
Die Turnierreife-Prüfung oder auch Anfängerprüfung berechtigt den Fechter an Turnieren teilzunehmen.
Der Prüfling bekommt nach bestandener Prüfung den Fechtpass, in diesem wird auch die bestandene Turnierreifeprüfung dokumentiert. Die Vorbereitung bis zur Prüfung sowie der formale Ablauf der Prüfung bleibt den einzelnen Landesverbänden überlassen. Folgende Dinge schreibt die Sportordnung des DFB verbindlich vor.
Die Prüfung muss aus zwei Teilen bestehen:
1. Die Eignungsprüfung
2. Die Wettkampfprüfung

## Die Eignungsprüfung
Die Eignungsprüfung ist eine schriftliche Prüfung, in der der Prüfling beweisen muss, dass er die Fechtregeln für Turniere ausreichend beherrscht, und dass er imstande ist ein Tableau auszufüllen bzw. einzusehen, ob der Kampfleiter bei ihm alles richtig eingetragen hat.

## Die Wettkampfprüfung
Der Prüfling muss in einem Freigefecht mit einem Gegner beweisen, dass er Körperhaltung, Grundtechniken und einen fairen Kampfstil beherrscht und günstige Fechtsituationen auszunutzen weiß. Treffer werden nicht gezählt – der Prüfer setzt unter Berücksichtigung dieser Aspekte fest, ob der Prüfling die Wettkampfreife erreicht hat.